# Piedra (unidad china de medida)
Piedra (en chino: 石) es la palabra española usada para una unidad de medida histórica china de masa. Se pronuncia sek (Cantonés: sek6; pinyin:shí) o dan (pinyin: dàn) dependiendo del contexto.
Históricamente, durante las dinastías Qin y Han, la piedra fue usada como unidad de medida. Una piedra equivalía a 120 katis (斤). A los oficiales del gobierno de entonces se les pagaba en grano, medido en piedras. La cantidad de salario en peso fue entonces usada como un sistema de clasificación para los oficiales, en el que los mejores ministros obtenían 2000 piedras.
Al principio del periodo colonial británico de Hong Kong, la piedra se usaba como una medida de masa. Una piedra equivalía a 120 katis, lo cual es aproximadamente 72,5747784 kg. Se quedó obsoleta debido a la siguiente legislación primordial de 1885, la cual no hacía referencia a esta unidad.